# Hadriana Hispanica

Droit canon
Droit du haut Moyen Âge
Hispana Gallica et Dionysio-Hadriana Dacheriana
L'Hadriana Hispanica est une collection canonique du début du IXe siècle composée de l'Hispana collectio et de la Dionysio Hadriana laquelle avait été adressée à Charlemagne par le pape Adrien Ier, en 774. On retrouve cette collection dans de nombreuses œuvres comme les pénitentiels de Raban Maur, les Capitula episcoporum, les Faux capitulaires, les fausses décrétales, la collection anselmo dedicata, les libri de synodalibus causis de Regino de Prüm, la collection de l'abbé de Fleury, la collection de Vérone… Les auteurs des grands recueils des XIe et XIIe siècles, Burchard de Worms, Saint-Ivo de Chartres, et même le Décret de Gratien, reproduisirent, dans de nombreux cas, la version des textes donnée dans la Hadriana Collectio.